# Креве, Винцас
Ви́нцас Креве́ (Мицкя́вичюс), Винцас Креве-Мицкявичюс (лит. Vincas Krėvė (Mickevičius), пол. Wincenty Mickiewicz; 19 октября 1882 — 17 июля 1954) — литовский писатель, прозаик, поэт, критик, драматург, публицист, переводчик и государственный деятель; классик литовской литературы.
Автор, создававший произведения различных жанров, сочетавший реалистическую конкретность с романтической возвышенностью, создатель исторических произведений, толкователь Библии, родоначальник литературного фольклоризма в литовской литературе, писатель широкой стилистической амплитуды.

## Биография
Винцас Креве родился 19 октября 1882 году в деревне Субартонис Меречской волости Трокского уезда (ныне Варенский район). Мицкевичей в деревне называли также Креве, потому эту фамилию писатель выбрал себе псевдонимом. Долгое время он пользовался двойной фамилией (В. Креве-Мицкявичюс), а в Америке уже официально носил фамилию Креве.
В. Креве учился у сельского учителя в школе Меркине, затем учился частным образом в Вильне. Сдав экстерном экзамены, в 1898 году поступил в Виленскую духовную семинарию. Не ощущая в себе призвания к священнослужению, покинул семинарию спустя два года. В 1904 г. В. Креве поступил в Императорский  университет Святого Владимира в Киеве, где изучал филологию. В 1905 году продолжил обучение в Лембергском университете. В 1908 г. окончил Лембергский университет со степенью доктора филологии, сдал экзамены и в Киевском университете, был приглашён готовиться к профессуре. Из-за малого жалования покинул университет и переехал в Баку, где преподавал русский язык и литературу в городской гимназии. В 1913 году защитил в Киевском университете диссертацию и получил степень магистра сравнительного языкознания. В марте 1919 году В. Креве был назначен консулом Литвы в Азербайджане, и приглашён преподавать в Бакинский университет.
В 1920 году Креве вернулся в Литву, поселился в Каунасе. Работал секретарём книгоиздательской комиссии в министерстве образования (Каунас в то время был столицей Литвы), редактором литературного журнала «Скайтимай» (1920—1923), профессором в Литовском университете, на факультете гуманитарных наук. В 1923 году был одним из организаторов Мемельского (Клайпедского) восстания, после которого Клайпедский край отошел к Литве. В 1924 году стал председателем Союза литовских националистов, но в 1926 году был исключен из партии из-за разногласий с Антанасом Сметоной и Аугустинасом Вольдемарасом. В 1925—1937 годах. был деканом этого факультета, редактировал научные издания факультета и литературные журналы. В. Креве активно участвовал в общественной и политической жизни.
Когда в 1940 году Литва была присоединена к СССР, был министром иностранных дел в правительстве, но вскоре ушёл с этой должности. Удалившись из политики, работал в Вильнюсском университете, был назначен директором Института литуанистики. В 1941 г. был назначен президентом Литовской Академии наук, избран депутатом Верховного Совета СССР.
Остался в оккупации, несколько раз допрашивался гестапо в связи с работой на официальных должностях при советской власти. Вместе с рядом бывших просоветских деятелей выступил с публичным заявлением, осуждавшим советскую оккупацию Литвы в 1940 г. Преподавал в Вильнюсском университете до марте 1943 г., когда немецкими властями был закрыт вуз. Друзья предупредили о возможном аресте и В. Креве скрывался у друзей в Панемуне. В 1944 г. со своей семьёй покинул Литву вместе с отступающим вермахтом. Какое-то время жил в Австрии.
В 1947 году переехал в США и поселился в Филадельфии. Преподавал русский и польский языки и литературу в Пенсильванском университете. Скончался 7 июля 1954 года в Пенсильвании, в 1992 году перезахоронен на родине.

## Творчество
В литературе дебютировал стихами (1907). Автор драмы «Šarūnas» («Шарунас», 1911), сборника стилизованных легенд «Dainavos šalies senų žmonių padavimai» («Предания старых людей Дайнавского края»; «Предания Дайнавской старины», 1912), сборника новелл «Šiaudinėj pastogėj» («Под соломенной крышей», ч. I 1921, ч. II 1922), мистерии «Likimo keliais» («Путями судьбы»), исторических драм «Skirgaila» («Скиргайло», 1925; первый вариант написан на русском языке и издан в Вильнюсе в 1922 г.), «Mindaugo mirtis» («Смерть Миндовга», 1935), повести «Raganius» («Колдун», 1939), романа «Miglose» («Во мгле», 1944). В эмиграции работал над библейской эпопеей «Dangaus ir žemės sūnūs» («Сыны неба и земли»).